# Lipník, Mladá Boleslav
Lipník là một làng thuộc huyện Mladá Boleslav, vùng Středočeský, Cộng hòa Séc.